# Kromme Mijdrecht (rivière)
Pour les articles homonymes, voir Kromme Mijdrecht.
Le Kromme Mijdrecht est une petite rivière de l'ouest des Pays-Bas. Elle commence à Woerdense Verlaat, depuis le Grecht, puis passe à De Hoef. Au confluent du Kromme Mijdrecht et du Drecht naît l'Amstel. La rivière a une longueur d'environ 10 kilomètres. Elle a donné son nom à un village de la commune de De Ronde Venen qui s'appelle également Kromme Mijdrecht.